# ولايات جمهورية فايمار
كانت ولايات جمهورية فايمار هي التقسيمات الإدارية من المستوى الأول والولايات المكونة لألمانيا خلال عصر جمهورية فايمار. أُنشئت الولايات في عام 1918 بعد الثورة الألمانية بعد انتهاء الحرب العالمية الأولى، واستناداً إلى الولايات المكونة من 21 دولة للإمبراطورية الألمانية التي ألغت الملكية المحلية. استمرت الولايات الجديدة كجمهوريات إلى جانب ولايات المدن الثلاث الموجودة مسبقًا في جمهورية فايمار الجديدة، حيث تبنت لقب Freistaat («الولاية الحرة») أو فولكسستات («ولاية الشعب»).

## جمهورية فايمار
عانت ألمانيا من خسارة أراضي فادحة من معاهدة فرساي في أعقاب الحرب العالمية الأولى، وتم تغيير حدود بعض الدول بسبب التغييرات الحدودية الدولية. في عام 1920، تم تشكيل ولاية تورينجيا من دوقات إرنستين السابقة التي استمرت لفترة وجيزة كجمهوريات قبل الاندماج، باستثناء ساكس كوبورغ، التي أصبحت جزءًا من بافاريا. بالإضافة إلى ذلك، تم فصل حوض سار ومدينة دانزيج عن ألمانيا ووضعوا تحت رعاية عصبة الأمم.

## الولايات تحت ألمانيا النازية
تم إلغاء ولايات جمهورية فايمار فعليًا بعد قيام ألمانيا النازية في عام 1933 بسلسلة من مراسيم الرايخشتاتالتر بين عامي 1933 و1935، واستعيض عن الحكم الذاتي بحكم مباشر لحزب العمال الاشتراكي الوطني الألماني في عملية جلايش شالتونج. استمرت الولايات في الوجود الرسمي كهيئات بدائية بحكم القانون، ولكن منذ عام 1934 حلت محلها مقاطعات نازية فعلية تسمى جاو. تم حل العديد من الولايات رسميًا في نهاية الحرب العالمية الثانية من قبل الحلفاء، وفي النهاية تم إعادة تنظيمها في الولايات الحديثة بألمانيا.
خلال الرايخ الثالث، أنشأ النازيون مكتب الرايخشتاتالتر (حاكم الرايخ أو نائب الرايخ) للسيطرة المباشرة على جميع الولايات بخلاف بروسيا بعد فوزه في الانتخابات العامة عام 1933. تم إلغاء حكومات دولتهم المستقلة وبرلماناتها على التوالي، وتولت حكومة الرايخ السيطرة المباشرة في عملية تسمى Gleichschaltung («التنسيق»). كانت حكومة بروسيا قد استولت بالفعل على حكومة الرايخ قبل عام في الإضراب البروسي برئاسة المستشار فرانز فون بابن.

### الأراضي المرفقة

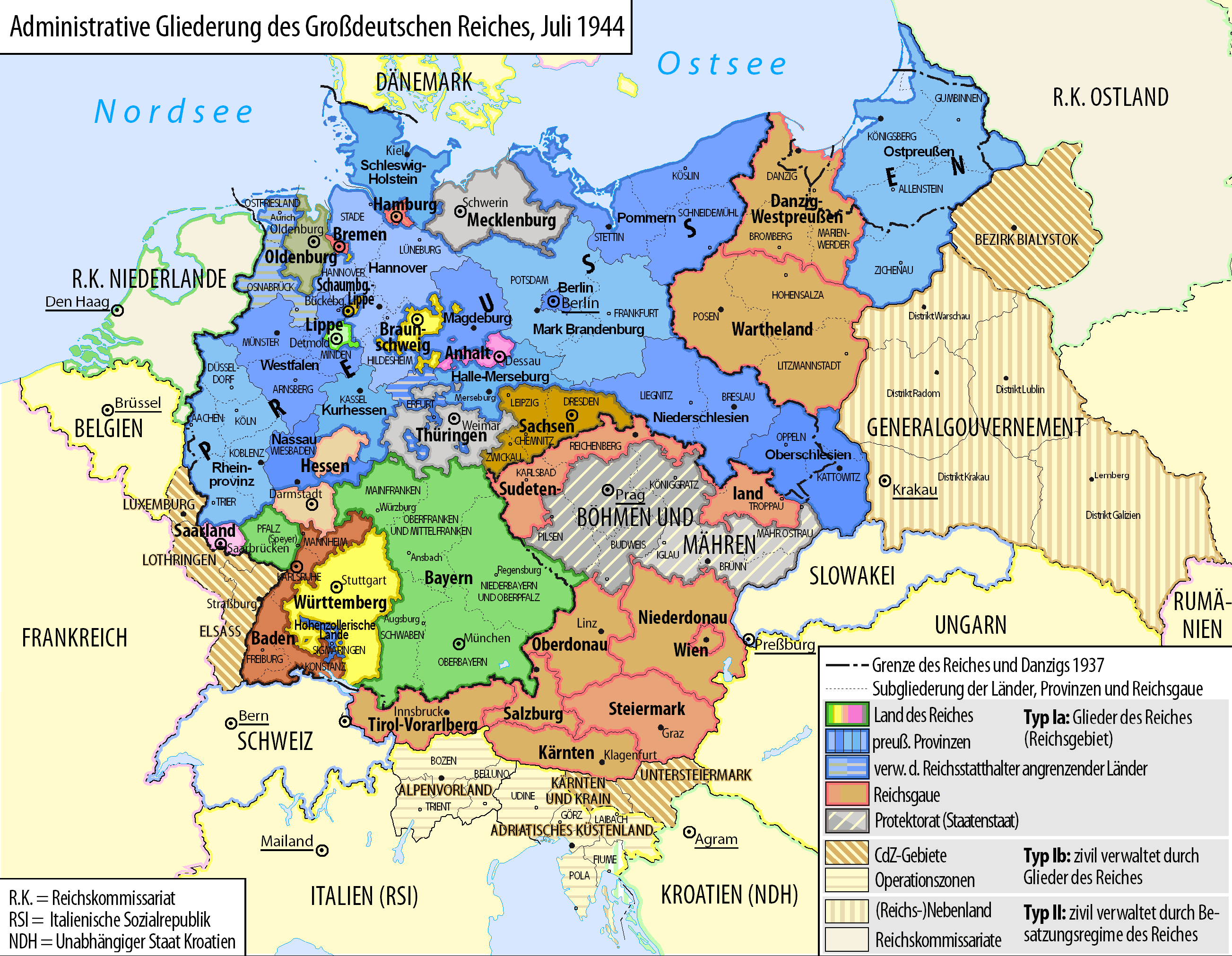
الولايات (ألغيت بحكم الأمر الواقع) والمناطق التي ضمتها ألمانيا النازية، 1944

بعد أنشولوس («الاتحاد») مع ألمانيا، أصبحت النمسا، التي أعيدت تسميتها أوستمارك، أول نوع جديد من التقسيمات الإدارية الفرعية المسماة رايخسجاو (يجب عدم الخلط بينه وبين جاو). أصبح آخر مستشار للنمسا قبل الحرب آرثر سايس-كونكارت أول رايشستاتالتر . ومع ذلك، مع إصدار Ostmarkgesetz في 1 مايو 1939، أعيد تنظيم ولايات النمسا السابقة إلى سبعة Reichsgaue جديدة، كل تحت حكم مسؤول حكومي يشغل المكتبين الثنائيين الرايخشتاتالتر(حاكم) وغوليتر (زعيم الحزب النازي). بشكل عام، تم شغل هذه المناصب من قبل رئيس وزراء الدولة الأخير.
كانت أسماء هذه الرايخساوي الجديدة مختلفة في بعض الأحيان وكانت هناك بعض الاختلافات في الحدود. تم حل ولايتي بورغنلاند وفورارلبرغ السابقتين. كان الرايخساو على النحو التالي:
- كارينثيا، بما في ذلك شرق تيرول؛ زادت مساحتها كارينثيا السلوفينية وكرنيولا العليا كأراضي محتلة بعد حملة البلقان عام 1941
- الدانوب السفلى (نيدرونداو)، الاسم الجديد للنمسا السفلى، وعاصمتها في كريمس آن دير دوناو، بما في ذلك المناطق الشمالية من بورغنلاند مع آيزنشتات والأراضي الجنوبية مورافيا حول زنويمو (الألمانية-سودمان) المرفقة بـ«سوديتنلاند» اتفاق ميونيخ 1938.
- سالزبورغ
  - ستيريا، بما في ذلك المناطق الجنوبية من بورغنلاند؛ زادت مساحتها باضافة Lower Styria كأرض محتلة بعد حملة البلقان عام 1941
- الدانوب العليا (أوبيردوناو)، الاسم الجديد للنمسا العليا، بما في ذلك منطقة ستيريان أوسي (أوسيرلاند) وأقاليم جنوب بوهيميا حول تشيسكي كروملوف المرفقة بـ «سوديتنلاند» وفقًا لاتفاق ميونيخ لعام 1938
- تيرول، شمال تيرول، بالإضافة إلى الحي الإداري في فورارلبرغ
- فيينا، «فيينا الكبرى»، بما في ذلك العديد من البلديات النمساوية السفلى المحيطة التي تأسست عام 1938.

بعد ذلك، تمت إضافة Reichsgaue إضافية حيث غزت ألمانيا المزيد من الأراضي الأوروبية قبل وأثناء الحرب العالمية الثانية. وشملت هذه:
- سودينلاند (1939)
- دانزيغ - بروسيا الغربية (1939)
- فلاندرز (1944)
- والونيا (1944)

## قائمة الولايات

### الولايات الحرة
| State                               | الإسم الكامل                                                                | العاصمة     | التاسيس | ملاحظات |
| ----------------------------------- | --------------------------------------------------------------------------- | ----------- | ------- | --- |
| أنهالت                              | ولاية أنهالت الحرة                                                          | ديساو       | 1918    | دمجت في-ساكسونيا أنهالت عام 1945. |
| بادن                                | ولاية بادن الحرة                                                            | كارلسروه    | 1918    | Split into Württemberg-Baden and South Baden in 1945.                                                                                                   |
| بافاريا                             | ولاية بافاريا الحرة                                                         | ميونخ       | 1918    | |
| Brunswick                           | Free State of Brunswick Freistaat Braunschweig                              | براونشفايغ  | 1918    | Split and merged into Lower Saxony and Saxony-Anhalt in 1946.                                                                                           |
| Coburg                              | Free State of Coburg Freistaat Coburg                                       | كوبورغ      | 1918–20 | Merged into Bavaria in 1920. |
| Hesse                               | People's State of Hesse Volksstaat Hessen                                   | دارمشتات    | 1918    | Split into Greater Hesse and Rhineland-Palatinate in 1945.                                                                                              |
| Lippe                               | Free State of Lippe Freistaat Lippe                                         | دتمولد      | 1918    | Merged into North Rhine-Westphalia in 1947. |
| Mecklenburg-Schwerin                | Free State of Mecklenburg-Schwerin Freistaat Mecklenburg-Schwerin           | شفيرين      | 1918    | Merged into Mecklenburg in 1933. |
| Mecklenburg-Strelitz                | Free State of Mecklenburg-Strelitz Freistaat Mecklenburg-Strelitz           | نويشتريليتز | 1918    | Merged into Mecklenburg in 1933. |
| Oldenburg                           | Free State of Oldenburg Freistaat Oldenburg                                 | أولدنبورغ   | 1918    | Split into Lower Saxony، Schleswig-Holstein and Rhineland-Palatinate in 1946.                                                                           |
| دولة بروسيا الحرة                   | Free State of Prussia Freistaat Preußen                                     | برلين       | 1918    | Abolished in 1947. |
| ساكسونيا                            | Free State of Saxony Freistaat Sachsen                                      | درسدن       | 1918    | |
| Reuss                               | People's State of Reuss Volksstaat Reuß                                     | غيرا        | 1918–20 | Merged into Thuringia in 1920. |
| Schaumburg-Lippe                    | Free State of Schaumburg-Lippe Freistaat Schaumburg-Lippe                   | بيوكهبورغ   | 1918    | Merged into Lower Saxony in 1946. |
| Thuringia                           | Free State of Thuringia Freistaat Thüringen                                 | إرفورت      | 1920    | Merged from the Free States of Saxe-Weimar-Eisenach، Saxe-Meiningen، Schwarzburg-Rudolstadt، Schwarzburg-Sondershausen and the People's State of Reuss. |
| دوقية ساكسونيا مايننغن              | Free State of Saxe-Meiningen Freistaat Sachsen-Meiningen                    | ماينينغن    | 1918–20 | Merged into Thuringia in 1920. |
| دوقية ساكسونيا فايمر أيزيناخ الكبرى | Free State of Saxe-Weimar-Eisenach Freistaat Sachsen-Weimar-Eisenach        | فايمار      | 1918–20 | Merged into Thuringia in 1920. |
| إمارة شفارتسبورغ رودولشتات          | Free State of Schwarzburg-Rudolstadt Freistaat Schwarzburg-Rudolstadt       | رودولشتات   | 1918–20 | Merged into Thuringia in 1920. |
| إمارة شفارتسبورغ سوندرسهاوزن        | Free State of Schwarzburg-Sondershausen Freistaat Schwarzburg-Sondershausen | زوندرسهاوزن | 1918–20 | Merged into Thuringia in 1920. |
| Waldeck-Pyrmont                     | Free State of Waldeck-Pyrmont Freistaat Waldeck-Pyrmont                     | باد آرولزن  | 1918–29 | Pyrmont merged into Prussia in 1921; Waldeck merged into Prussia in 1929.                                                                               |
| Württemberg                         | Free People's State of Württemberg Freier Volksstaat Württemberg            | شتوتغارت    | 1918    | قسمت إلى فورتمبيرغ-بادن وفورتمبيرغ-هوهنزولرن في 1945.                                                                                                   |

### المدن الحرة والهانزية
| حالة    | الاسم بالكامل                                             | رأس المال | ملاحظات                    |
| ------- | --------------------------------------------------------- | --------- | -------------------------- |
| بريمن   | مدينة بريمن الهانزية الحرة فراي هانستادت بريمن            | بريمن     |                            |
| هامبورغ | مدينة هامبورغ الهانزية الحرة Freie und Hansestadt Hamburg | هامبورغ   |                            |
| لوبيك   | مدينة لوبيك الهانزية الحرة Freie und Hansestadt Lübeck    | لوبيك     | اندمجت في بروسيا عام 1937. |

## مناطق أخرى
بعد الحرب العالمية الأولى، احتلت المملكة المتحدة وفرنسا حوض سار تحت الحكم المشترك بين 1920 و1935 بموجب تفويض من عصبة الأمم. بعد إجراء استفتاء عام في يناير 1935، عادت المنطقة إلى ألمانيا.
وفقًا لمعاهدة فرساي، تم فصل مدينة دانزيج (الآن غدانسك، بولندا) عن ألمانيا في 15 نوفمبر 1920 وتحولت إلى دولة مدينة تتمتع بحكم شبه ذاتي تحت حماية عصبة الأمم.  نصت المعاهدة على أنها ستبقى منفصلة عن كل من ألمانيا وبولندا المستقلة حديثًا. بعد أن غزا النازيون بولندا في سبتمبر عام 1939، تم إلغاء وضع الحكم الذاتي للمدينة وضمتها ألمانيا.